# Felice Solazzo Castriotta
Felice Solazzo Castriotta (Corigliano Calabro, 13 novembre 1680 – Roma, 9 marzo 1755) è stato un arcivescovo cattolico italiano.

## Biografia
Nato nel 1680 a Corigliano Calabro, il 24 marzo 1705 ricevette la laurea dottorale in utroque iure all'Università "La Sapienza" di Roma. Nel maggio dello stesso anno fu dapprima ordinato diacono e poi sacerdote rispettivamente il 17 e il 21 del mese.
Il 6 marzo 1721 fu nominato vicario generale di Ostia. Il 16 luglio di quell'anno venne nominato vescovo di Bisignano da papa Innocenzo XIII e fu consacrato il 21 luglio successivo dal vescovo Sebastiano Antonio Tanara, insieme a Vincenzo Petra e Nunzio Baccari come co-consacranti. Si dimise dall'incarico il 18 giugno 1745 e il 21 giugno successivo venne nominato arcivescovo titolare di Tebe da papa Benedetto XIV. Mantenne l'incarico fino alla morte, avvenuta nel 1755 a Roma.

## Genealogia episcopale
La genealogia episcopale è:
- Cardinale Juan Pardo de Tavera
- Cardinale Antoine Perrenot de Granvelle
- Vescovo Frans van de Velde
- Arcivescovo Louis de Berlaymont
- Vescovo Maximilien Morillon
- Vescovo Pierre Simons
- Arcivescovo Matthias Hovius
- Arcivescovo Jacobus Boonen
- Arcivescovo Gaspard van den Bosch
- Vescovo Marius Ambrosius Capello, O.P.
- Arcivescovo Alphonse de Berghes
- Cardinale Sebastiano Antonio Tanara
- Arcivescovo Felice Solazzo Castriotta